# Dvouhmotový setrvačník

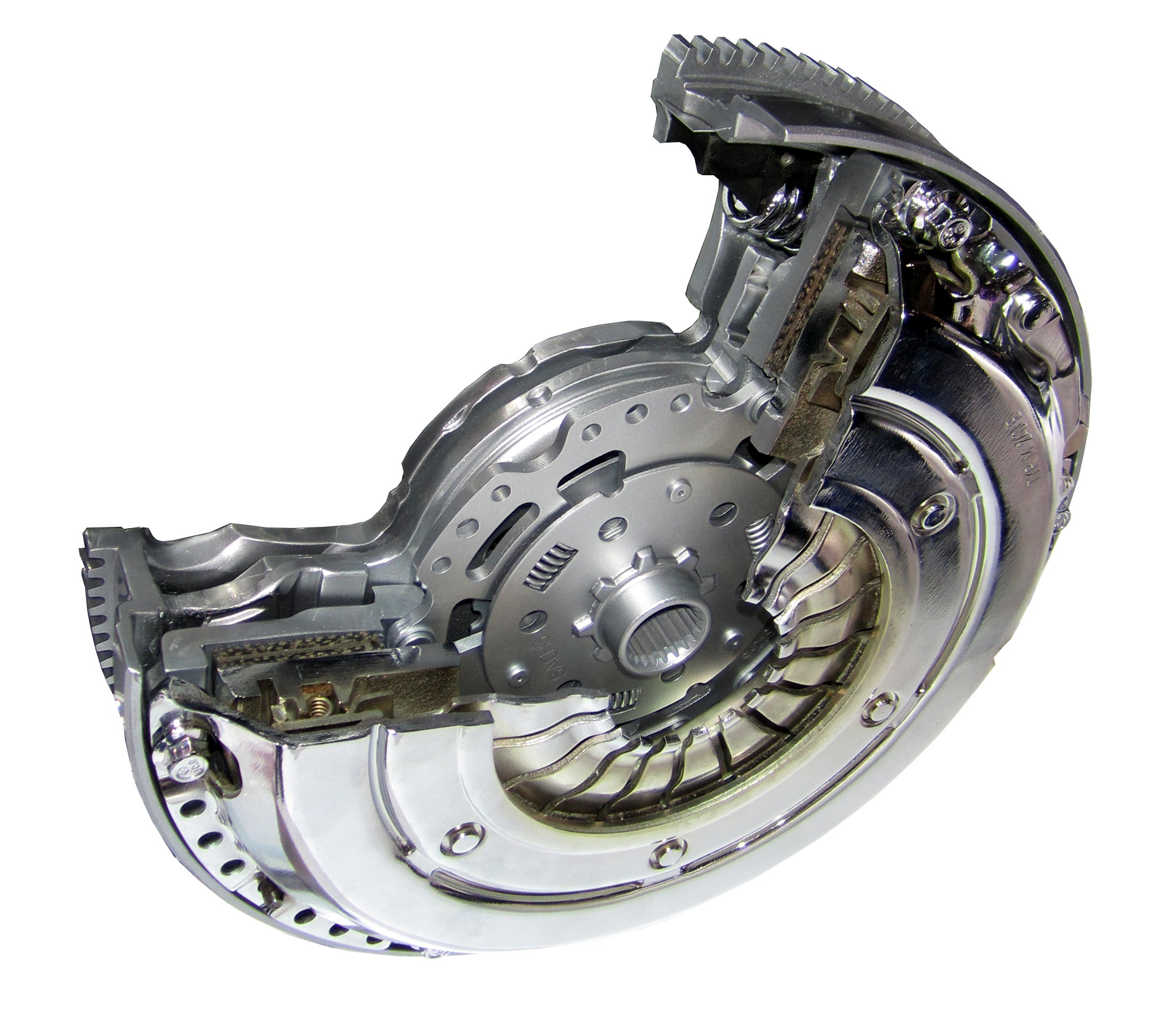
Dvouhmotové uspořádání v řezu

Dvouhmotový setrvačník (DMF) je konstrukční prvek motorových vozidel, který je na rozdíl od jednohmotového rozdělen na 2 samostatné části oddělené pružným lemem, čímž lépe rozděluje svou kinetickou energii a zabraňuje tak vysoké míře kmitání. Původním záměrem výroby setrvačníku jako takového bylo snížení třecí síly, obzvláště se zvyšujícími se výkony nových modelů vozidel. Tak umožňuje i v nízkých otáčkách velmi efektivní a příjemnou jízdu.
Začal se vyrábět v roce 1985 a první automobilkou, která prvek použila ve svých vozech, byla BMW.

## Technické parametry
Setrvačník váží kolem 20 kg, záleží na druhu a jeho užití v určitém typu vozidla. Při nerovnoměrném otáčení klikové hřídele vznikne kmitání, které se line do převodovky a vytváří tak nepřiměřený hluk, který způsobují o sebe narážející ozubená kola. To vytváří sílu a vibrace s hlučností až 80 dB. Pružný lem mezi oběma částmi setrvačníku je tvořen soustavou několika pružin, popřípadě gumovými částmi apod. Tak lze snížit intenzitu kmitání a hluk na pouhých 15 dB.

## Životnost
Tento element by se měl ideálně dožít stejného provozního věku, jako samotný automobil, to se ovšem, jako jiné části vozidla, může lišit s ohledem na výrobce a značku daného vozu. Prakticky lze spíše počítat s jeho výměnou minimálně 1x za provozní životnost vozidla. Pokud se tak stane a setrvačník se porouchá, je dosti často na vině nekvalitní motor či zapracování elementárních částí do něj. Nesporným faktorem životnosti je také styl řízení (špatné rozjezdy, zastavení se zařazenou rychlostí apod.)

## Poruchy
Zvuk vycházející z motoru připomínající vrtulník – utržené části setrvačníku, které vlétly do motoru. Oprava je zdlouhavá, většinou 1 až 2 dny, cena v desítkách tisíc – v závislosti na značce vozu. Za rozbití setrvačníku mohou i jiné faktory – špatné vstřikování, rozdílné komprese na válcích apod.